# Christian Rost
Christian Rost (* 26. Mai 1925 in Siebenlehn; † 1993 in Leipzig) war ein deutscher Bildhauer.

## Leben und Werk
Rost begann 1942 eine Lehre als Steinbildhauer bei Gustav und Paul Eberlein in Dresden. Er wurde dann zur Wehrmacht eingezogen und nahm von 1943 bis 1945 an der Ostfront am Zweiten Weltkrieg teil. Nach der Entlassung aus der Kriegsgefangenschaft setzte er seine Lehre fort und schloss sie 1946 ab. Ab 1947 studierte er bei Eugen Hoffmann an der heutigen Hochschule für Bildende Künste Dresden Bildhauerei und 1952 bei Gerhard Marcks an der Landeskunstschule Hamburg. Von 1953 bis 1956 war er in Berlin Meisterschüler bei Gustav Seitz an der Deutschen Akademie der Künste. Dabei bezog Seitz ihn auch in die Arbeiten zur künstlerischen Gestaltung der Stalinallee ein.
Danach arbeitete Rost als freischaffender Bildhauer, bis 1970 in Dresden, wo er in der Bergmannstraße 11 wohnte, von 1970 bis 1986 in Siebenlehn und Leipzig und dann bis zu seinem Ableben in Leipzig.
Rost war an der künstlerischen Gestaltung weiterer Neubaugebiete beteiligt, u. a. in Chemnitz, Dresden und Leipzig.
1960 schlossen Rost und Harald Thiel Honorarverträge mit der in Dresden stationierten 7. Panzerdivision der NVA, in deren Rahmen sie künstlerische Aufträge ausführten und volkskünstlerische Zirkel gründeten und leiteten. Die NVA trat hier erstmalig als Auftraggeber in Erscheinung.
Rost starb nach kurzer, schwerer Krankheit.
Rosts Sohn Tobias Rost (* 1959) ist ebenfalls Bildhauer.

## Werke (Auswahl)
- Heilkräutersammlerin (Sitzfigur, 1952; Berlin, auf der Terrassenbrüstung des Hauses Frankfurter Allee 27, damalige Stalinallee)
- Büste des Erfurter Oberbürgermeisters Georg Boock (1965, auf dem Gelände des egaparks)
- Amalie-Dietrich-Denkmal (1979, Siebenlehn)[3]
- Otto Altenkirch (Gedenktafel, Reliefbüste; Siebenlehn, am vormaligen Wohnhaus Altenkirchs)
- Fensterputzer mit Leiter und Eimer (Anfang der 1990er Jahre, Statuette, Brunnenfigur, Bronze; Leipzig, Handwerkerpassage)

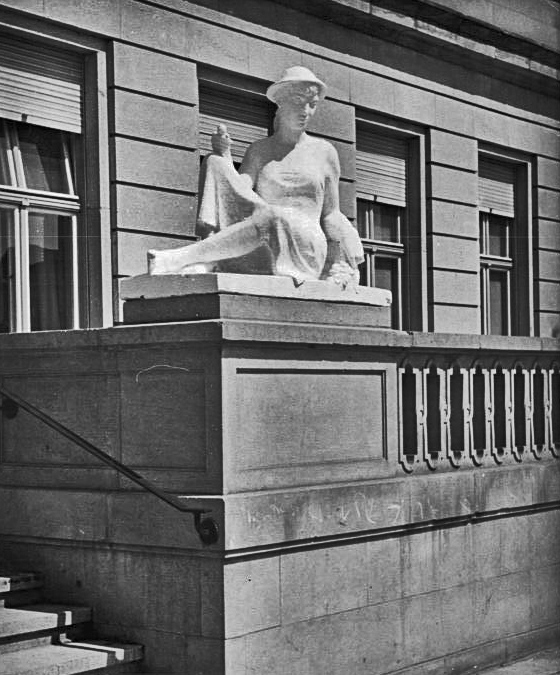
Heilkräutersammlerin (1955)
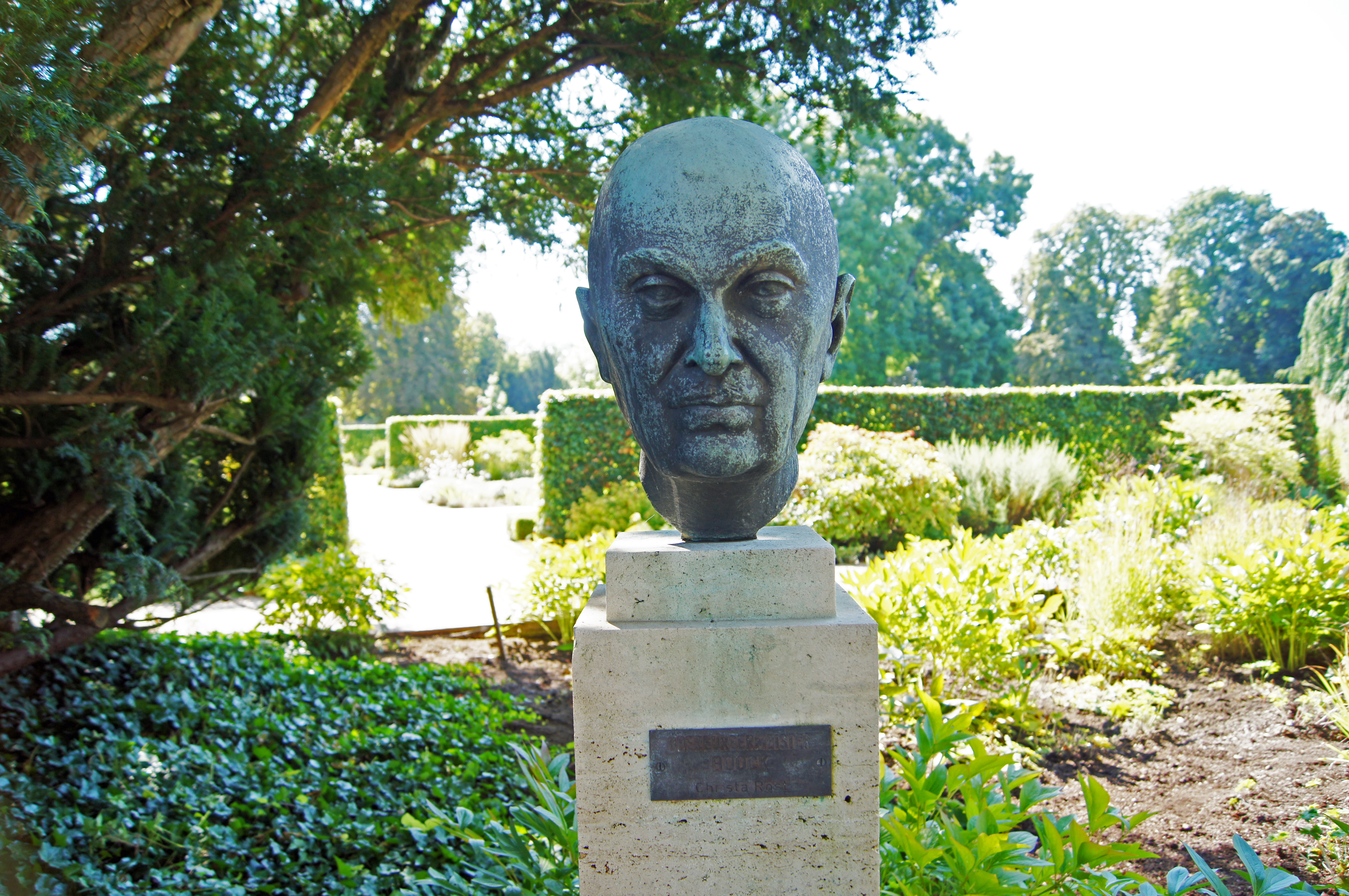
Büste Georg Boock (2021)
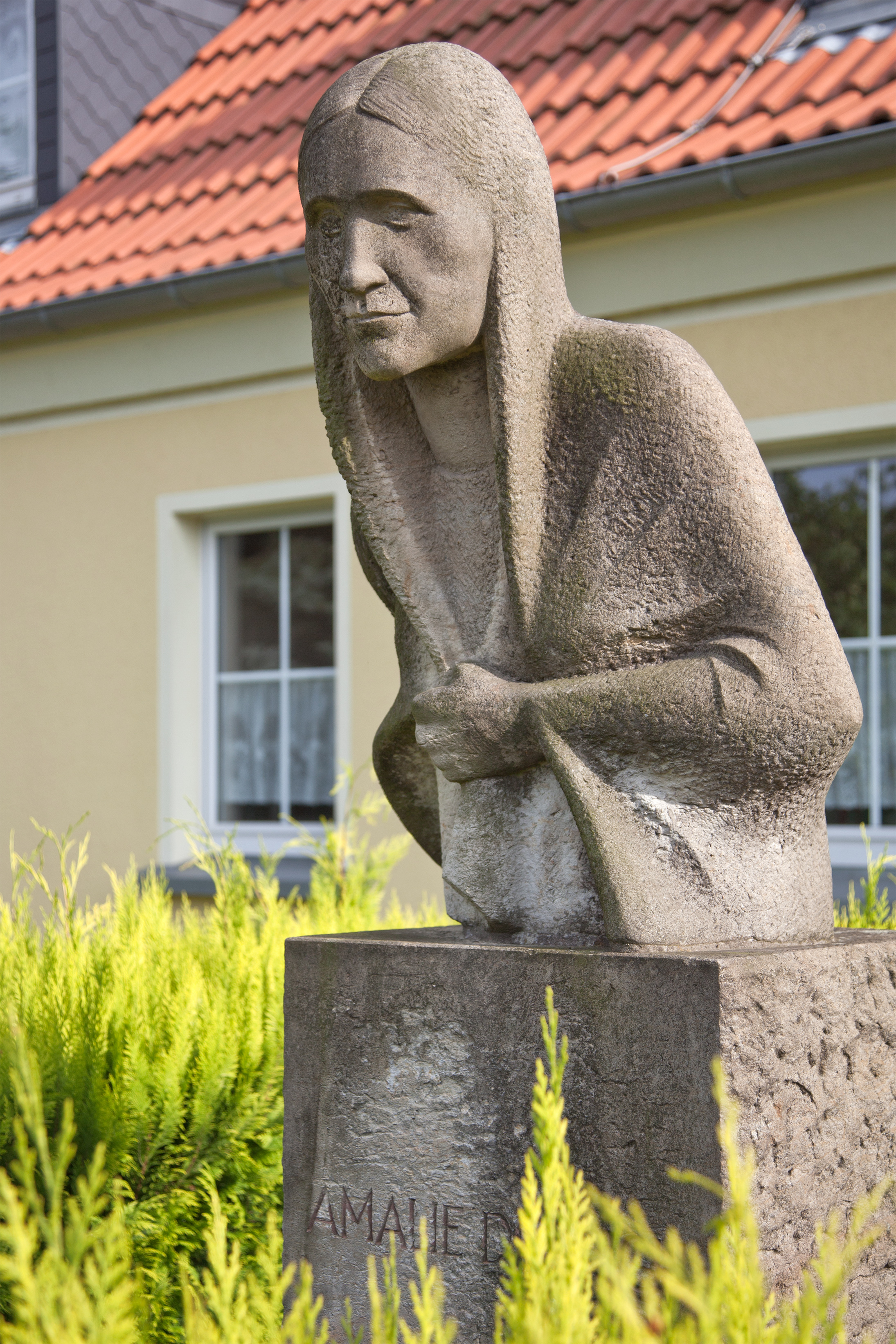
Amalie-Dietrich-Denkmal (2012)
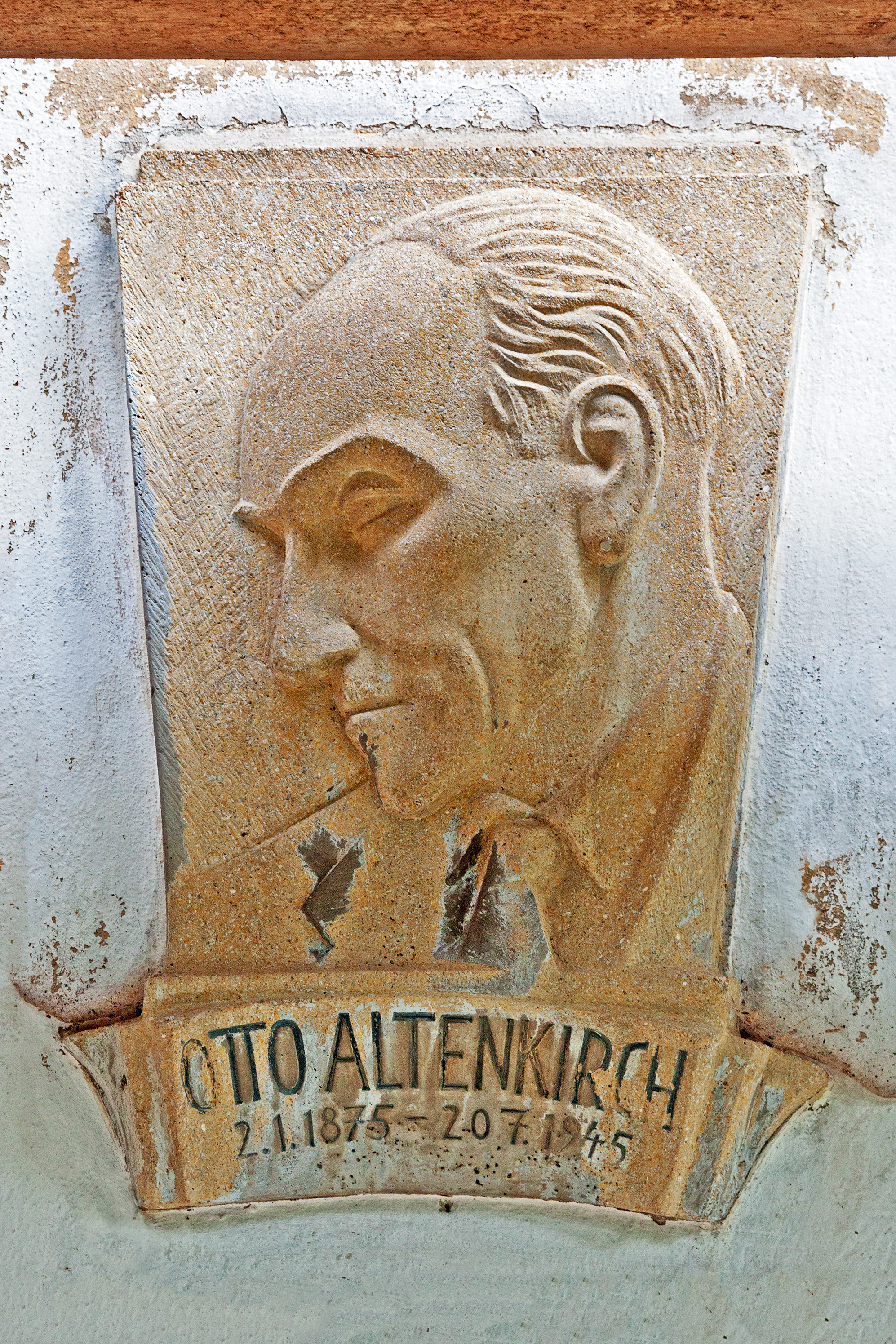
Gedenktafel für Otto Altenkirch (2012)
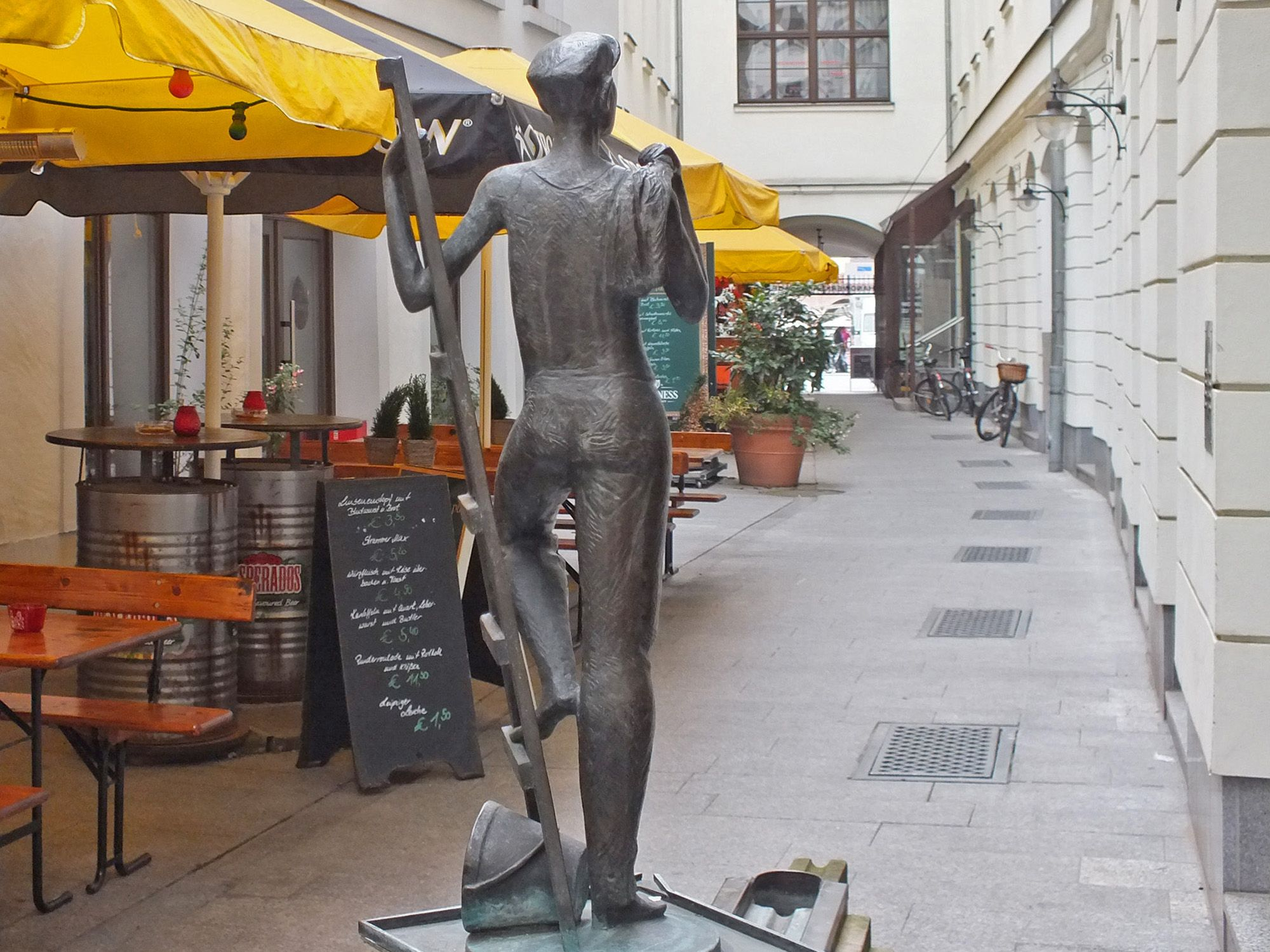
Fensterputzerbrunnen (2012)

## Ausstellungen (mutmaßlich unvollständig)
- 1953: Dresden, Dritte Deutsche Kunstausstellung
- 1960: Dresden, Albertinum („Junge Künstler“)